# アンジェイ・チャイコフスキ
アンジェイ・チャイコフスキ（ポーランド語: Andrzej Czajkowski, 1935年11月1日 ワルシャワ – 1982年6月26日 ) は、フランス語風・ロシア語風のアンドレ・チャイコフスキー（André Tchaikowsky）という芸名で知られるポーランド人のピアニスト・作曲家。

## 経歴
本名ロベルト・アンジェイ・クラウトハメル（Robert Andrzej Krauthammer）として誕生。4歳で楽才の片鱗を示すが、第2次世界大戦中はユダヤ系であったために、また戦時中に両親を喪ったために、あるポーランド人の家族に匿われていて、10歳になるまで音楽教育を受けることができなかった。チャイコフスキという苗字は、ユダヤ人であることを隠して潜伏していた時に偽造した身分証明書の苗字である。1945年にウッジの国立音楽学校でエマ・アルトベルクに師事し、1948年にはパリに留学してラザール・レヴィに指導を託した。
1950年にポーランドに帰国して、ソポト国立音楽院にてオルガ・ダンブロフスカに、その後はワルシャワ音楽院にてスタニスワフ・シュピナルスキに師事。在学中から演奏活動を繰り広げるようになり、バッハの《ゴルトベルク変奏曲》やラフマニノフの《ピアノ協奏曲第2番》の公開演奏を通じて聞かせ上手なところを見せ付けつつ、所与の主題で即興演奏を行なって聴衆を仰天させた。1951年以降はカジミエシュ・シコルスキの作曲法の講座を履修した。
1955年、第5回ショパン国際コンクールにおいて8位入賞という好成績を収めてから、ブリュッセルに留学してステファン・アスケナーゼに師事した。アスケナーゼの薫陶よろしきを得て、1956年のベルギー・エリザベート王妃国際音楽コンクールでは、3位に入賞することができた。1957年には、ラヴェルの没後20周年を記念して、パリのリサイタルでラヴェルのピアノ曲の全曲演奏会を実行した。またこの間に、フォンテーヌブローでナディア・ブーランジェに指導を仰ぎ、アルトゥール・ルービンシュタインとも顔をつないだ。
バッハの《ゴルトベルク変奏曲》、ハイドンのピアノ・ソナタや《変奏曲 ヘ短調》、モーツァルトのピアノ・ソナタと小品集、シューベルトのレントラーやドイツ舞曲集、ワルツ、またショパンの15のマズルカやフォーレの《ピアノ四重奏曲第1番ハ短調》を主にEMIに録音したが、現在最も有名なのは、フリッツ・ライナーとシカゴ交響楽団との共演による《ピアノ（チェンバロ）協奏曲 第5番》とモーツァルトの《ピアノ協奏曲 第25番》のRCAへの録音であろう。
ヴィルトゥオーゾとして大成したにもかかわらず、死の直前まで熱を入れたのは作曲活動であった。ピアノ協奏曲や弦楽四重奏曲、ピアノ三重奏曲、ピアノ曲や、ピアノ伴奏歌曲集《シェイクスピアの7つのソネット》などを創り上げ、『ヴェニスの商人』に基づくオペラの作曲にも取り掛かった。24年かけて作曲されたにもかかわらず、オーケストレーションのあと数ページを残してチャイコフスキは他界。他者の手で補筆完成されたこのオペラは2013年に初演されたのち、The International Opera Awards 2014世界初演部門で第一位を受賞した。
結腸癌により早世し、本人の意志により頭蓋骨が劇場に遺贈された。

## 主要作品一覧
- クラリネット・ソナタ  作品1 (1959)
- ピアノのためのインベンション  作品2 (1961-1962)
- 弦楽四重奏曲 第1番 イ長調  作品3 (1969-1970)
- ピアノ協奏曲 第2番  作品4 (1966-1971)
- 弦楽四重奏曲 第2番 ハ長調  作品5 (1973-1975)